# 巴西漢島
巴西漢島是菲律賓的島嶼，位於宿霧島以東、萊特島以西的卡莫特斯海，屬於卡莫特斯群島的一部分，由宿霧省負責管轄，該島與波羅島以堤道相連。

## 外部連結
- TourCamotes.Com: All About Camotes Islands, Cebu, Philippines
- Camotes Island - CebuCentral.Com
- Beachcombing In Camotes

10°39′N 124°21′E / 10.650°N 124.350°E